# Сандгерди

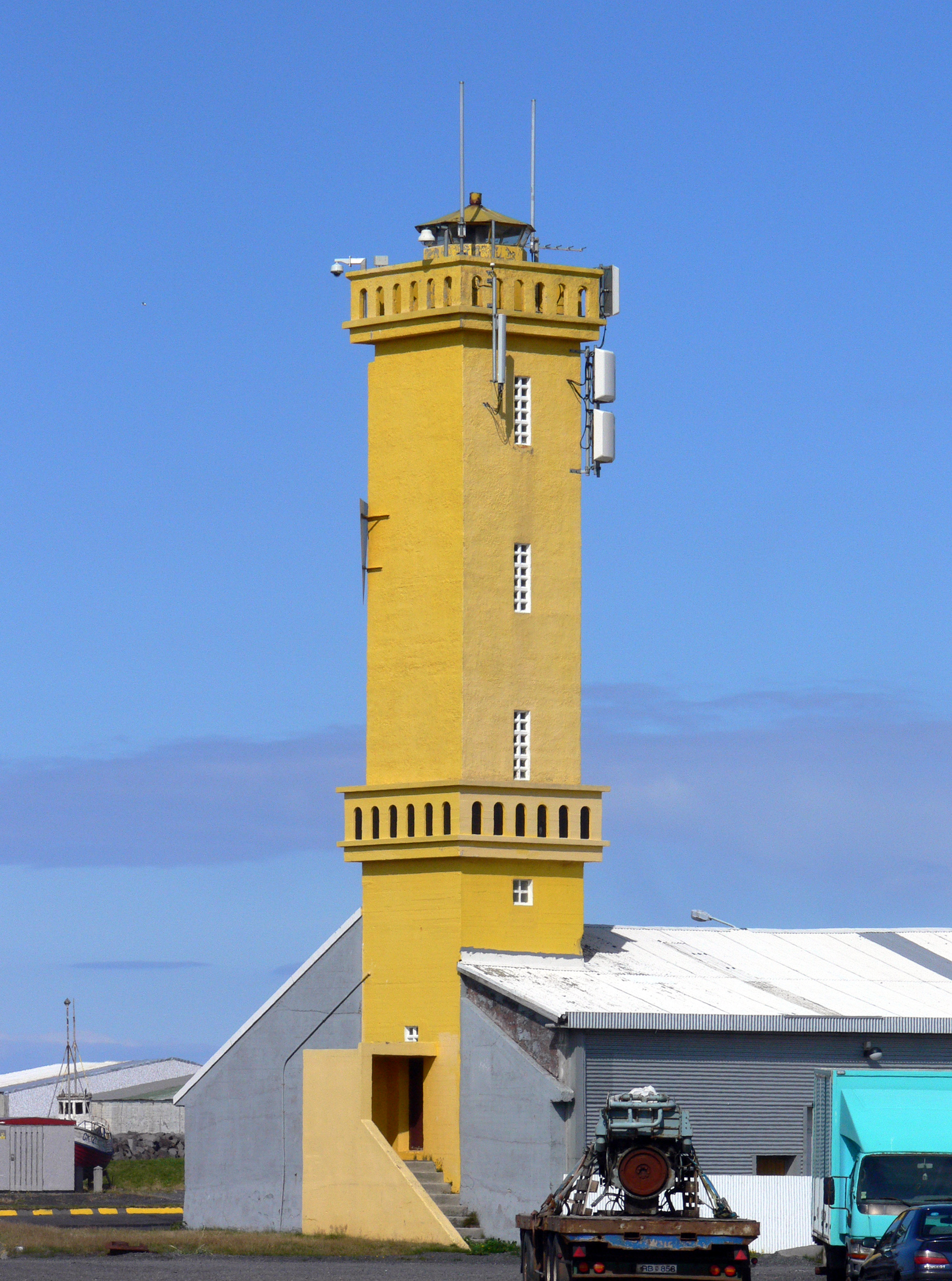

Сандгерди (исл. Sandgerði, исландское произношение: [ˈsantˌkɛrðɪ]) — город в Исландии.

## Характеристика
Город Сандгерди находится в юго-западной части Исландии, на западном побережье полуострова Рейкьянес. В административном отношении входит в регион Сюдюрнес, общину Сюдюрнесьябайр. Площадь Сандгерди составляет 62 км². Численность населения — 1.723 человека (на 1 декабря 2007 года). Плотность населения равна — 27,8 чел./км². В городе расположен океанский исследовательский центр с музеем.
Город Сандгерди образовался как торговый порт. После отмены датской торговой монополии во 2-й половине XVIII века в Сандгерди селятся купцы из разных стран. Главной статьёй экспорта через его порт была рыба, ввозились в первую очередь соль, хлеб и древесина. Со временем порт из торгового всё более превращался в рыболовецкий. В начале XX столетия отсюда выходили на лов до 40 рыболовецких судов. В 1918 году в Сандгерди был запущен первый на полуострове Рейкъянес электрогенератор.
Многие жители Сандгерди в настоящее время работают в более крупных городах — в Рейкьявике и в Кеблавике.
В 7 километрах южнее Сандгерди, в Хвалснесе, в 1644—1651 годах находился приход священника Хадльгримюра Пьетюрссона, крупнейшего исландского поэта — песенника, сочинителя церковных песнопений.